# Edward German
Sir Edward German (Whitchurch (Shropshire), 17 de febrer, 1862 - Londres, 11 de novembre, 1936), va ser un músic i compositor anglès d'origen gal·lès, més recordat per la seva àmplia producció de música incidental per a l'escenari i com a successor d'Arthur Sullivan en el camp de la música. Òpera còmica anglesa. Encara es representen algunes de les seves òperes lleugeres, especialment Merrie England.

## Biografia
Quan era jove, German va tocar el violí i va dirigir l'orquestra de la seva ciutat, Whitchurch, Shropshire. També va començar a compondre música. Mentre interpretava i ensenyava violí a la Royal Academy of Music, German va començar a construir-se una carrera com a compositor a mitjans de la dècada de 1880, escrivint música seriosa i òpera lleugera. El 1888 es va convertir en director musical del "Globe Theatre" de Londres. Va proporcionar música incidental popular per a moltes produccions al Globe i altres teatres de Londres, com Richard III (1889), Enric VIII (1892) i Nell Gwynn (1900). També va escriure simfonies, suites orquestrals, poemes simfònics i altres obres. També va escriure un nombre considerable de cançons, música de piano i suites simfòniques i altres músiques de concert, de les quals la seva Rhapsodia gal·lesa (1904) és potser la més coneguda.
German es va comprometre a acabar The Emerald Isle després de la mort d'Arthur Sullivan el 1900, l'èxit de la qual va donar lloc a més òperes còmiques, com Merrie England (1902) i Tom Jones (1907). També va escriure el Just So Song Book el 1903 amb els textos de Rudyard Kipling i va continuar escrivint música orquestral. German va escriure poca música nova pròpia després de 1912, però va continuar dirigint fins al 1928, any en què va ser nomenat cavaller.

## Vida i carrera
German va néixer German Edward Jones a Whitchurch, Shropshire, el segon de cinc fills i el gran dels dos fills de John David Jones, comerciant de licors, cerveser, organista de l'església i predicador laic a la capella de la Congregació local, i Elizabeth (Betsy) Cox. (morta el 1901), professora de classes bíbliques per a dones joves. El seu primer nom era una forma anglicitzada del nom gal·lès "Garmon". Els seus pares l'anomenaven Jim. Va començar a estudiar piano i orgue amb el seu pare als cinc anys. Als sis anys, va formar una banda de concerts de nois per actuar localment, ensenyant-se ell mateix el violí, la composició i l'arranjament musical. Més tard va cantar com a alt al cor de l'església i va participar en entreteniments familiars per sobre de la botiga de queviures del seu oncle, sovint tocant duets de piano i interpretant esbossos còmics amb la seva germana gran, Ruth, que va morir quan tenia 15 anys. També va escriure poemes còmics. Les seves germanes petites es deien Mabel i Rachel.
A mitjans de l'adolescència, els pares d'German van intentar fer-lo aprenent en una empresa de construcció naval, ja que creien que el seu fill tenia aptituds per a l'enginyeria. Tanmateix, els seus estudis en un internat de Chester s'havien endarrerit a causa d'una malaltia greu i, per tant, el van abandonar perquè era massa vell per començar un aprenentatge. En la seva adolescència va formar una segona banda, un quintet, inclòs ell mateix al violí, la seva germana al piano o al baix, i tres amics de la família. Va preparar les orquestracions d'aquesta banda. També va dirigir l'orquestra de la ciutat, va fer una mica d'actuació amateur i va cantar cançons còmiques als ajuntaments locals.

## La Reial Acadèmia
Als 18 anys, va estudiar en privat amb Walter Cecil Hay, director de la Societat coral de Whitchurch i director de música a St Chad's, Shrewsbury. German va ingressar a la Royal Academy of Music, on finalment va canviar el seu nom pel de J. E. German (i més tard simplement Edward German) per evitar confusions amb un altre estudiant anomenat Edward Jones. Va continuar els seus estudis de violí i orgue, començant també un estudi més formal de composició amb Ebenezer Prout. Moltes de les obres d'estudiants d'alemany es van tocar en concerts de l'Acadèmia.
El 1884, l'Acadèmia va nomenar German sub professor de violí. Durant la seva etapa com a instructor, va ser ben considerat i va guanyar diverses medalles i premis, com el "Tubbs Bow" per la seva habilitat amb el violí. El 1885, va guanyar la medalla Charles Lucas pel seu Te Deum per a solistes, cor i orgue, el que el va portar a canviar el seu enfocament del violí a la composició. Aviat va escriure una òpera lleugera, The Two Poets (per a quatre solistes i piano), l'any 1886, que es va produir a l'Acadèmia i després es va representar al St. George's Hall. El 1887, la seva primera simfonia, en mi menor, també es va interpretar a l'Acadèmia. El 1890 va dirigir una versió revisada d'aquesta simfonia al Palau de Cristall, mentre The Two Poets va fer una gira amb èxit a Anglaterra.
Durant el seu temps a la Royal Academy, alemany va ensenyar a l'escola de Wimbledon i va tocar el violí en orquestres de teatre, inclòs el Savoy Theatre. Va visitar Alemanya el 1886 i el 1888–89 i va quedar impressionat per la seva òpera, especialment a Bayreuth. El seu cercle d'amics propers a l'Acadèmia incloïa Dora Bright i Ethel Mary Boyce de Chertsey, Surrey. Ell i Boyce es van comprometre. També va ser una prometedora estudiant de composició i va guanyar la beca Lady Goldsmid el 1885, el premi Sterndale Bennett el 1886 i la medalla Charles Lucas el 1889. Encara que el compromís es va trencar, van romandre amics. German no es va casar mai.

## Obres de teatre i música orquestral
Després de deixar l'Acadèmia, German va continuar ensenyant a l'escola de Wimbledon i tocant el violí a les orquestres de diversos teatres de Londres, inclòs el Savoy. El 1888, una introducció del director d'orquestra Alberto Randegger al director de teatre Richard Mansfield va portar al nomenament d'German com a director i director musical al "Globe Theatre" de Londres. Allà va millorar l'orquestra i va començar a oferir música incidental per a les produccions fastuoses del teatre, començant amb Ricard III el 1889. Aquesta música va tenir una bona acollida (The Times va demanar que s'organitzés una suite de concerts), i l'obertura aviat es va fer popular a les sales de concerts. Això finalment va donar lloc a altres comissions de música incidentals que van tenir èxit. El 1892, German va compondre música per a una producció de la versió d'Enric VIII d'Henry Irving al "Lyceum Theatre" de Londres, on va incorporar elements de la dansa tradicional anglesa antiga. En un any, les partitures dels números de ball de la partitura de l'obra havien venut 30.000 còpies. Aleshores, German tenia una gran demanda per escriure música per a obres de teatre. Els seus encàrrecs incloïen The Tempter de Henry Arthur Jones el 1893, Romeu i Julieta al Lyceum de Johnston Forbes-Robertson el 1895, les produccions d'Herbert Beerbohm Tree de As You Like It (1896) i Much Ado about Nothing (1898) i English Nell d'Anthony Hope. (més tard coneguda com Nell Gwynn) el 1900, protagonitzada per Marie Tempest.
Al mateix temps, German estava escrivint música per a la sala de concerts, de vegades adaptant música de les seves partitures teatrals. La seva Suite Gipsy va tenir un èxit similar al de la seva obertura a Ricard III i els seus balls populars d'Enric VIII i Nell Gwynn. Totes van ser escrites "d'una manera distintiva, encara que limitada, de l'"anglés antic", una espècie de simulacre musical Tudor amb el qual German es va associar especialment" les peces durant aquest temps. L'èxit de la música teatral i de sala de concerts de German va fer que rebés encàrrecs de festivals de música orquestral, inclosa la seva segona simfonia per al Festival de Norwich el 1893. El jove crític George Bernard Shaw es va queixar que les simfonies de German estaven limitades per la indulgència del compositor en una teatralitat de lloc en l'escriptura simfònica. German era de pell prima, i després de rebre aquesta crítica, no va escriure més simfonies. German va intentar evitar aquest càrrec en el futur caracteritzant les seves obres de quatre moviments a gran escala com a "suites simfòniques". Les obres orquestrals d'èxit van incloure suites per al Festival de Leeds el 1895 i The Seasons for Norwich el 1899, i un poema simfònic, Hamlet, a Birmingham el 1897, dirigit per Hans Richter. Havia planejat un concert per a violí per al Festival de Leeds de 1901, però aquest mai no es va completar, ja que German es va dedicar a l'òpera lleugera. El 1902, va produir una Rapsodia sobre Temes de Març per al Festival de Brighton.

## Òperes còmiques
Encara que German tenia poca experiència amb l'òpera o la música coral, Richard D'Oyly Carte el va convidar a acabar The Emerald Isle d'Arthur Sullivan er al Savoy Theatre després de la mort de Sullivan el 1900. Va acceptar, renunciant al seu encàrrec de concerts per a violí per al Festival de Leeds per complir els terminis. L'èxit de la seva partitura per a l'òpera (que es va representar a la dècada de 1920) li va obrir una nova carrera. La seva següent òpera còmica, el 1902, va ser Merrie England, amb Basil Hood, el llibretista de The Emerald Isle. Aquest va ser potser el major èxit de German, i la seva música de ball va ser popular per separat. Va ser reviscut amb freqüència, convertint-se en un estàndard de l'òpera lleugera a Gran Bretanya, mentre que diverses de les seves cançons, com "The English Rose", "O Peaceful England" i "The Yeomen of England", es van mantenir populars fins a mitjans del segle xx. Merrie England ha estat escollida amb tanta freqüència per grups d'aficionats a Anglaterra que probablement s'ha representat amb més freqüència que qualsevol altra òpera o opereta britànica escrita al segle xx.

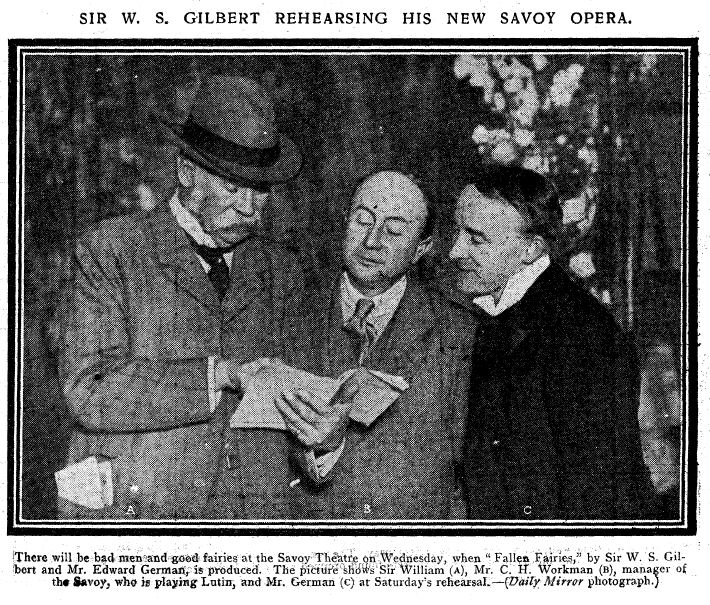
Gilbert, Workman i German en un assaig

Després d'això, German i Hood van tornar a col·laborar el 1903 per escriure A Princess of Kensington. Aquesta òpera no va tenir èxit, tot i que va fer una breu gira i va tenir una producció a Nova York. German es va dedicar a altres esforços, component música per a textos de Rudyard Kipling, incloses les dotze cançons del Just So Song Book el 1903. També va rebre un flux constant d'encàrrecs orquestrals, que van portar a obres com la seva Welsh Rhapsody per al Festival de Cardiff el 1904, amb com a clímax "Men of Harlech".
German va tornar a escriure òperes còmiques, aconseguint un altre èxit amb Tom Jones per a l'"Apollo Theatre" el 1907, produït per Robert Courtneidge per al bicentenari de Fielding. La partitura és una de les millors obres de German va tornar a escriure òperes còmiques, per al bicentenari de Fielding. La partitura és una de les millors obres de German. Va rebre una producció a Nova York, amb direcció de German, i es va interpretar durant dècades, donant lloc a actuacions separades de la seva música de ball. A continuació, va col·laborar amb W. S. Gilbert en la seva darrera òpera (i sense èxit), Fallen Fairies, al Savoy el 1909. Amb l'acord de German, Gilbert va designar la seva protegida, Nancy McIntosh, com la Reina de les Fades, (Selene). Els crítics van trobar el seu rendiment feble. Poc després de l'obertura, el productor C. H. Workman, actuant a petició del sindicat que havia reunit, va substituir McIntosh per Amy Evans i va demanar la restauració d'una cançó que Gilbert havia tallat durant els assajos. Gilbert es va indignar i va amenaçar amb demandar, exigint que German s'unís a ell. Això va situar German en una posició angoixant, i el compositor, que habitualment preferia evitar les batalles legals, va declinar. En mantenir la tradició de l'òpera còmica del Savoy, German estava component un estil de peça pel qual el gust del públic s'havia reduït a mesura que les modes del teatre musical havien canviat amb el nou segle.

## Anys posteriors
Arran del fracàs de Fallen Fairies i la seva infeliç experiència amb ella, German va acabar efectivament amb la seva carrera com a compositor de noves obres, tornant només a la composició en poques ocasions. El 1911 es va convertir en el primer compositor que va escriure música per a una pel·lícula britànica; va rebre l'encàrrec de 50 guinees per escriure 16 compassos de música per a l'escena de la coronació a la pel·lícula Enric VIII. El mateix any, va compondre la seva marxa i himne per a la coronació del rei Jordi V.

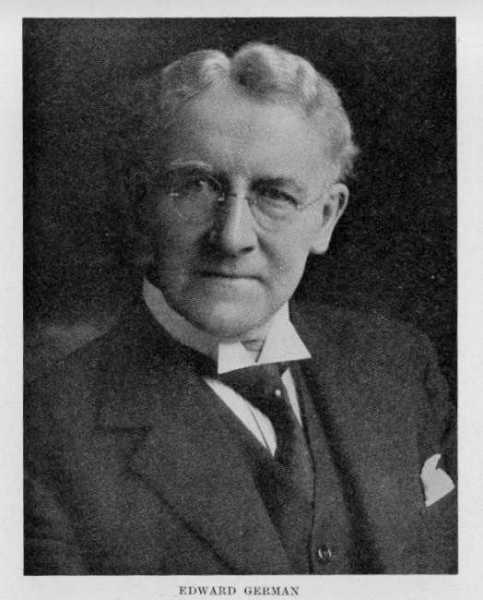
German els anys posteriors

Entre les poques obres dels seus darrers anys hi havia Theme and Six Diversions el 1919, i la seva darrera obra principal, el poema de to inspirat en Othello The Willow Song el 1922. Després d'això, German gairebé va deixar de compondre. La correspondència mostra que se sentia incòmode amb els estils musicals canviants, com el jazz i la música clàssica modernista. Com Sullivan abans que ell, va lamentar que la seva popularitat provingués sobretot de les seves òperes còmiques. Tanmateix, German era un perfeccionista i revisava contínuament les seves obres i produïa nous arranjaments per a la seva publicació. També va gravar alguns d'ells i va encoratjar la seva producció i emissió a la ràdio.
German va viure, des de 1886, a Hall Road, Maida Vale, prop de Lord's Cricket Ground, Londres, on era un àvid entusiasta d'aquell joc. Va viure una vida tranquil·la, gaudint de caminar, anar en bicicleta i pescar, tot i que sovint anava al teatre. Va desenvolupar una forta amistat amb Sir Edward Elgar. German va resultar ferit en un accident de trànsit durant la Primera Guerra Mundial, però va continuar sent un director molt sol·licitat, acceptant molts càrrecs de direcció, fins que va patir una afecció ocular que el va deixar cec a l'ull dret el 1928. Va ser el primer britànic. director convidat per Dan Godfrey per dirigir la seva pròpia música a Bournemouth. A partir de 1916, també va ser un dels primers compositors a dirigir la seva pròpia música per gravar, produint interpretacions completes de Merrie England i Theme and Six Diversions.
German va ser nomenat cavaller l'any 1928, quan el respecte en què se'l tenien per part dels companys músics es va demostrar pel nombre de músics eminents que van assistir al sopar de celebració, entre ells Elgar, Sir Alexander Mackenzie, Sir Hugh Allen, Sir Landon Ronald i Lord Berners. El 1934 German va rebre el màxim honor de la Royal Philharmonic Society, la seva medalla d'or, presentada per Sir Thomas Beecham en un concert de RPS. Va ser escollit "Freeman Honorari" de la "Worshipful Company of Musicians" el 1936, i va ser líder de la "Performing Rights Society", que va lluitar pels drets dels compositors a una compensació justa per les interpretacions de les seves obres.
German va morir de càncer de pròstata a la seva casa de Maida Vale, als 74 anys. Va ser incinerat a Golders Green, i les seves cendres estan enterrades al cementiri de Whitchurch. Va deixar una finca valorada en 56.191 £.

## Llegat
German va viure el temps suficient com per presenciar l'inici d'un declivi en la popularitat de les seves obres orquestrals. Una nota trobada després de la seva mort porta aquest missatge commovedor: "Mero decebut perquè no s'han reconegut les meves obres orquestrals serioses". No obstant això, les seves peces orquestrals més conegudes van continuar veient actuacions ocasionals, i les seves òperes lleugeres Merrie England i Tom Jones es van mantenir vives gràcies a les produccions de companyies amateurs. Beecham va gravar la seva Suite Gipsy el 1956. Un enregistrament del seu Richard III, Theme and Six Diversions and The Seasons va ser llançat per Naxos el 1994, dirigit per Andrew Penny. El primer enregistrament professional complet de Tom Jones va seguir el 2009. Dutton Epoch va publicar una selecció de la música de German, inclosa la seva Simfonia núm. 2, el 2007, i una gravació d'alguna de la seva música incidental per a obres de teatre, juntament amb dues marxes i un himne el 2012.

## Anàlisi
L'estudiós de la música David Russell Hulme va escriure sobre German que les influències franceses són clarament evidents en la seva música "i fins i tot hi ha recordatoris ocasionals de Txaikovski, però paradoxalment era, com Elgar, un cosmopolita estilístic que va escriure música que és per excel·lència anglesa". Hulme també observa que, tot i que se'l veu com el successor de Sullivan, la música de German és molt diferent d'estil, i especialment les seves balades líriques, mostra "una calidesa romàntica que va donar una nova nota a l'opereta britànica". The Times va argumentar que es parlava tan sovint d'alemany com el successor de Sullivan que els seus contemporanis no es van adonar que era "un artista de geni" per dret propi. No obstant això, molts dels col·legues d'German a l'establiment musical van trobar que el seu treball era de la màxima qualitat, inclosos Elgar i Sir John Barbirolli. Hulme escriu que "la música orquestral de German, certament, no es mereix la negligència que ha patit, perquè encara té molt a oferir al públic modern. Bellament elaborada, colorida i vital, la seva personalitat agradable i distintiva encara és capaç d'inspirar el tipus de consideració afectuosa. una vegada tan fàcilment encès."
La música de German sovint reflectia un passat alegre romàntic de Shakespeare o semi-mític anglès. Això va apel·lar al gust contemporani, ja que les seves Tres danses de Enric VIII (1892) va ser l'obra orquestral anglesa més interpretada durant la primera dècada de The Proms, amb més de 30 actuacions entre 1895 i 1905, i les seves Tres danses de As You Like It (1896) van ser igualment populars.

## Edward German Festival
El primer Edward German Festival es va celebrar l'any 2006 a la ciutat natal de German, Whitchurch, Shropshire. Els esdeveniments van incloure actuacions del mecenes del festival i el violoncel·lista, Julian Lloyd Webber i una versió de concert de l'obra més coneguda de German, Merrie England. Un altre festival es va celebrar del 23 al 28 d'abril de 2009, patrocinat pels "Friends of Whitchurch Heritage". Aquest programa incloïa una versió de concert de Tom Jones (per a la qual Naxos va publicar un nou enregistrament el 2009) i una adaptació escolar de Merrie England. Altres esdeveniments van comptar amb la clarinetista Emma Johnson, l'estudiós de German David Russell Hulme i l'Orquestra Hallé.

## Obres
Per conèixer la seva immensa obra, aneu al seu arxiu de la Viquipèdia anglesa.